# Soesoe van Oostrom Soede
Jean Marie Henri van Oostrom Soede, detto Soesoe (Groede, 25 ottobre 1911 – Wassenaar, 18 dicembre 1939), è stato un pallanuotista olandese.
È stato un giocatore di pallanuoto olandese che ha partecipato alle Olimpiadi estive del 1936, conquistando il quinto posto. Ha giocato tutte le partite.